# Bergse hangkam

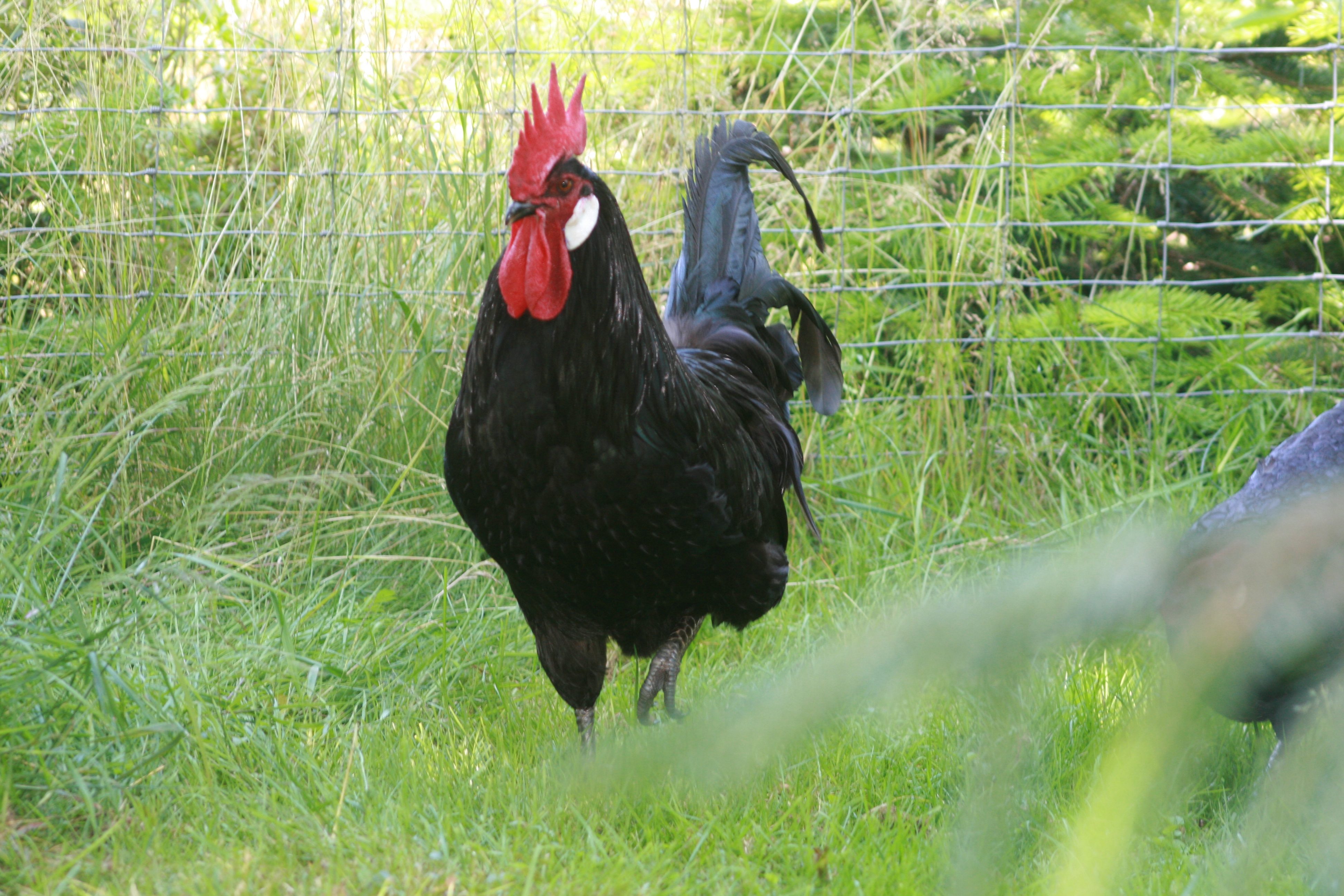
Zwarte haan

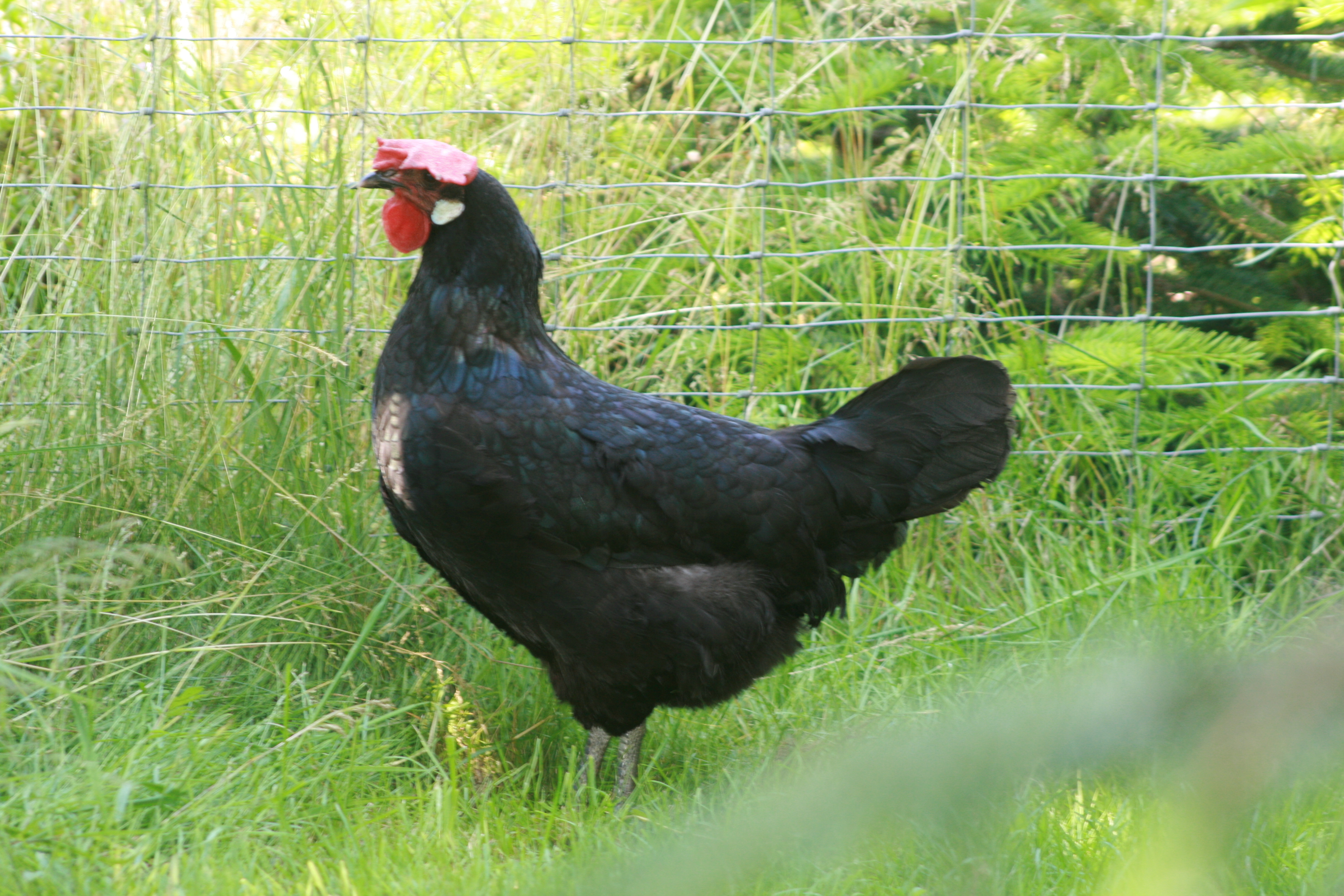
Zwarte hen

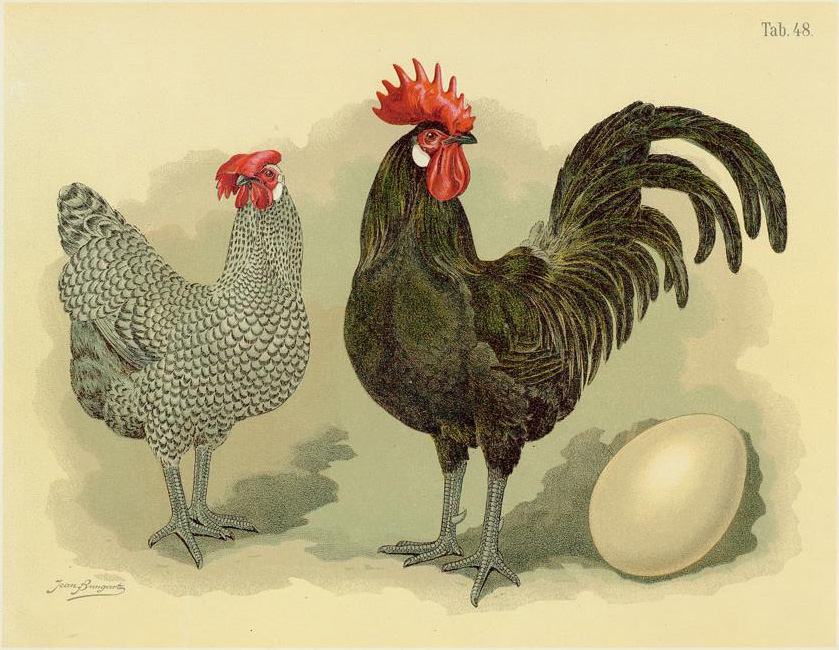
Koekoekhen en zwarte haan, uit: Geflügel-Album, Jean Bungartz 1885

De Bergse hangkam is een oud Duits landhoenderras uit het hertogdom Berg. Het ras is vermoedelijk uit West-Europese gespikkelde kippen, de Bergse kraaiers en Spaanse rassen ontstaan. Er bestaat ook een krielvariant. Het ras is in Nederland niet erkend.

## Kenmerken
De kam van de hanen is enkelvoudig, rechtopstaand, met niet te diepe inkepingen en volgt de hals zonder erop te liggen. De hennen hebben een hangkam (Duits: Schlotterkamm), die het ras zijn naam gaf. De dieren hebben veel uitloop nodig en moeten vorstvrij overwinteren vanwege de grote kammen. De kenmerkende vedertekening, de zogenaamde Dobbelung is de sterkste vorm van omzoming en komt verder enkel bij de Bergse kraaier en de Duitse kruiper voor. De in Duitsland toegelaten kleurslagen zijn zwartgoudgedobbeld, zwartwitgedobbeld, koekoek en zwart. Zwart was de oorspronkelijke kleurslag, de witte kleurslag is uitgestorven. De krielhangkam komt uitsluitend in zwartwitgedobbeld voor.

## Fok
De Bergse hangkam is met uitsterven bedreigd. Volgens een telling in 2009 in Duitsland leefden daar nog 66 hanen en 296 hennen. De fok van de Bergse hangkammen in Duitsland wordt daarom door de Vereinigung der Züchter Bergischer Hühnerrassen begeleid, waar ongeveer 16 fokkers actief zijn. 